# Something I Need
Something I Need è un singolo del gruppo musicale statunitense OneRepublic, pubblicato il 25 agosto 2013 come quarto estratto dal terzo album in studio Native.

## Descrizione
Il brano è stato scritto e prodotto da Ryan Tedder e Benny Blanco.

## Video musicale
Il videoclip, diretto da Cameron Duddy, è stato pubblicato il 7 ottobre 2013. Nel video, un uomo viene ripetutamente attaccato da un cane al rallentatore, impedendogli di chiedere amore a una ragazza.

## Tracce
1. Something I Need – 4:01

## Formazione
- Ryan Tedder – voce
- Zach Filkins – chitarra, cori
- Drew Brown – chitarra acustica, cori
- Brent Kutzle – basso, cori
- Eddie Fisher – batteria

### Altri musicisti
- Brian Willett – tastiera, cori

## Classifiche
| Classifica (2013-2014) | Posizione massima |
| ---------------------- | ----------------- |
| Australia              | 6                 |
| Austria                | 5                 |
| Germania               | 74                |
| Nuova Zelanda          | 4                 |
| Polonia                | 1                 |
| Regno Unito            | 78                |
| Slovacchia             | 63                |
| Svizzera               | 21                |

## Cover
Nel dicembre 2014, Ben Haenow, vincitore della settima edizione di X Factor nel Regno Unito, ha reinterpretato Something I Need nella puntata finale del programma e pubblicato successivamente come singolo.